# Rigny-la-Salle
Rigny-la-Salle är en kommun i departementet Meuse i regionen Grand Est (tidigare regionen Lorraine) i nordöstra Frankrike. Kommunen ligger i kantonen Vaucouleurs som tillhör arrondissementet Commercy. År 2022 hade Rigny-la-Salle 370 invånare.

## Befolkningsutveckling
Antalet invånare i kommunen Rigny-la-Salle
| Referens: INSEE |